# Zoo (groupe)
Pour les articles homonymes, voir Zoo.
Zoo est un groupe de rock progressif français, originaire de Paris. Il est anciennement localisé à Nantes, en Loire-Atlantique et actif entre 1969 et 1972. Il se reforme en 2010 sous le nom de Zoo Tribute Original.

## Biographie

### Débuts (1968–1970)
Zoo est formé en 1968, et est issu du groupe les New Strangers, Joël Daydé (chant), Daniel Carlet (saxophone ténor, violon) et Michel Hervé (basse) se rapprochant des musiciens de studio Pierre Fanen (guitare), Michel Ripoche (saxophone ténor, violon, trombone), Tony Canal (trompette), André Hervé (claviers), Christian Devaux (batterie) et Michel Bonnecarrère (guitare et composition).
En 1969, les neuf musiciens participent aux tournées et se constituent un répertoire particulier, coloré par les multi-instrumentistes constituant l’orchestre, solidement assis sur une base rythmique très jazzy. Le groupe entre en studio le 16 avril 1969. Après deux jours, l'enregistrement des huit premiers morceaux est terminé. Barclay ne sortira cet enregistrement qu'après le succès commercial des albums de Chicago Transit Authority et de Blood, Sweat and Tears. Le chant profond et rauque de Joël Daydé caractérise ces titres. En novembre 1969 a lieu le festival d’Amougies où Zoo partage l'affiche avec notamment Pink Floyd, Soft Machine, Colosseum, The Nice, East of Eden et Frank Zappa. Tony Canal quitte alors le groupe et est remplacé par Christian Guizien qui ne restera qu'un mois et ne sera pas remplacé. 
En 1970, des divergences musicales, relationnelles et financières conduisent Joël Daydé et Pierre « Pierrot » Fanen à quitter le groupe. Privé de chanteur, Zoo va par l’intermédiaire d’une petite annonce dans le Melody Maker, recruter le chanteur anglais Ian Bellamy. Le deuxième album est enregistré du 12 juin au 9 septembre 1970. Dans ce nouvel opus, les violons prennent le pouvoir, reléguant les cuivres sur certains titres malgré la réussite, en particulier du saxophone, sur Endless Words. L’album est programmé et sert d’indicatif pour des radios américaines telles que WOR-FM et WABC-FM, deux des plus grosses stations new-yorkaises.

### Premiers succès (1970–1972)
Un 33 tours compilant des extraits des deux premiers albums, réalisé par Robin Mc Bride, voit le jour aux États-Unis sous le label RCA. Le groupe participe à l’enregistrement de deux chansons de Léo Ferré, Le Chien et La « The Nana », parues en simple et sur l’album Amour Anarchie. Un 45 tours, Dodo, boulot, métro, est également enregistré avec Eddy Mitchell juste après leur album,.
La fin de l'année 1970 les voit se produire en Angleterre dans plusieurs clubs et universités, en particulier au Ronnie Scott's de Londres où ils partagent l’affiche avec Charlie Mingus. Ils donnent également des concerts en France, aux Halles de Paris, courant novembre. L'année 1971 est chargée en collaborations, ce qui limite les sorties des propres titres du groupe. Classé second au Grand Prix de la Pop Française, il participe au festival de Saint-Gratien, début avril, avec Dynastie Crisis, Ergo Sum, Voyage, Triangle, etc. Vient ensuite l’Olympia en octobre, avec Caravan et Seatrain. En 1972, Michel Bonnecarrère quitte le groupe pour former son propre groupe Ophiucus avec lequel il enregistrera deux albums. Le groupe passe alors à une formule sans guitariste, André Hervé se chargera alors de jouer les claviers et la guitare.
Seuls deux 45 tours sont produits en 1971, le premier est la bande originale du film Les Jambes en l'air avec Francis Blanche. Le second est un signe avant-coureur du futur album puisqu'il comporte la première version de Hard Times, Good Times. Sorti en mai, le single est alors le plus gros succès discographique du groupe (12 000 exemplaires vendus). Léo Ferré réalise l'album La Solitude, avec l’apport sur une majorité des titres des orchestrations de Zoo. La collaboration avec l’artiste se conclut par une tournée, et sept jours de concerts à guichets fermés à la Mutualité.
En 1972, sort l’album le plus vendu du groupe. Il bénéficie de parutions outre-Manche (RCA) et outre-Atlantique (Warner Bros.). Hormis les titres déjà cités et la seconde version d’Hard Times, Good Times, l’album recèle quelques réussites, tendant sur le rhythm and blues. Après avoir participé au MIDEM en début d’année, Zoo retrouve la scène pour une tournée en Angleterre durant le mois de mai, puis à Strasbourg au festival de Wacken.

### Séparation (1972)
La sortie du dernier 45 tours Life Is Living/Stiggy Poo ne change rien à l’inéluctable séparation en octobre 1972. Le groupe assure une tournée avec Léo Ferré, au cours de celle-ci, Christian Devaux quitte le groupe et est remplacé par Jean -Jano) Padovani qui a joué avec Alain Markusfeld. Christian Devaux forme un groupe du nom de West qui se produira notamment au Gibus-Club en même temps que le groupe des frères Hérvé (non encore appelé Zou se produit). Michel Ripoche quitte le groupe à son tour et brièvement, Didier Lockwood le remplace mais le groupe est usé et se sépare. Le groupe n’ayant pu atteindre la consécration internationale, en jouant souvent de malchance, en particulier lors de tournées, avortées ou mort-nées, dans les pays anglo-saxons, subit la loi d’un marché national étriqué, qui a condamné beaucoup de groupes de l’époque.
Un album, intitulé Z.O.U. (Zön Orchestra Unlimited), sort en 1975 chez Polydor. Il associe les frères Hervé (André, Michel, Joël et Stéphane) et Maria Popkiewicz au chant. La pochette de ce disque est dessinée par Bernard Buffet. La majorité des membres de Zoo feront ensuite carrière dans le monde de la musique. André et Michel Hervé ainsi que Maria Popkiewicz intègrent Magma en 1978.

### Retour (2009–2010)
Zoo fait un retour sous le nom de Zoo Tribute Original. En 2009, Michel Hervé découvre des pièces musicales de son frère André Hervé, disparu ; ces pièces, à l’écoute, n’attendent que l’énergie de musiciens motivés. Michel Hervé décide de remonter sur scène avec les membres d’origine - dont Joël Daydé - restés fidèles au groupe, complétés de musiciens réputés et inconditionnels de Zoo depuis la première heure.
Zoo Tribute Original enregistre le 19 janvier 2010, sur les terres lorientaises de la famille Hervé, l’album Live Épisode 1, qui reprend une quinzaine de titres de Zoo, un titre hommage à Léo Ferré et des titres inédits dont le single de l’album live, Rummy’s Saga, signé André Hervé et Maria Popkiewicz,. Zoo Tribute Original se compose de trois membres fondateurs : Michel Hervé (basse), Joël Daydé (chant) et Maria Popkiewicz (chant) et de sept nouveaux venus : Brenda Hervé (chant), René Lebhar (guitare), Bertrand Richard (piano), David Rusaouen (batterie), Patrick Bourgoin (saxophone) Jean-Marc Welch (trombone) et Cyril Zardé (violon).

### Disparitions
Pierre Fanen, guitare (1946-2000), Christian Devaux, batterie (1943-1997), André Hervé, claviers (1946-2004), Tony Canal, trompette (1951-2016), Maria Popkiewicz, chant (1947-2021) et le mercredi 17 janvier 2024 Michel Bonnecarrère à l'âge de 82 ans.

## Discographie

### 33 tours
- 1969 : Zoo
- 1970 : I Shall Be Free
- 1972 : Hard Times, Good Times
- 1975 : Z.O.U (Zön Orchestra Unlimited)
- 2010 : Live Tour Épisode 1

### 45 tours
- 1969 : Memphis Train (titres : Memphis Train et Rythm and Boss)
- 1970 : B.O.F. Le Champignon (titres : Fungus et Valse suisse)
- 1970 : City Breakdown (titres : City Breakdown et Plaistow Place)
- 1971 : B.O.F. Les Jambes en l'air (titres : Being Good to Me et The Land of Finistaire)
- 1971 : Hard Times, Good Times (titres : Hard Times, Good Times (version 45 tours) et Tupamaros)
- 1972 : What Am I to Be (titres : What Am I to Be (version 45 tours) et Four Strings)
- 1972 : Life Is Living (titres : Life Is Living et Stiggy Poo)

### Collaborations
- 1970 : Dodo métro boulot dodo (45 tours) d'Eddy Mitchell
- 1970 : Amour Anarchie de Léo Ferré
- 1971 : La Solitude de Léo Ferré
- 1971 : Fire and Ice de Demis Roussos
- 1971 : Visage de Nicoletta
- 1972 :  Michel Ripoche joue sur l'album 666 du groupe Aphrodite's Child.